# 2000-1
『2000-1』（にせん まいなす いち）は、藤井フミヤ6枚目のオリジナル・アルバム。1999年7月1日に、ソニー・ミュージックアソシエイテッドレコーズから発売された。

## 概要
前作『ソラモヨウ』から9か月振りとなるアルバム。
先行シングル「風の時代」はカップリング曲も含めてアルバム用のミキシングを施されて収録されている。

## 収録曲
| 全編曲: 有賀啓雄。 |                                     |                                             |                             |       |
| #                  | タイトル                            | 作詞                                        | 作曲                        | 時間  |
| 1.                 | 「愛」                              | 藤井フミヤ                                  | 林真史                      | 4:38  |
| 2.                 | 「Aqua」                            | 藤井フミヤ                                  | 林真史                      | 4:38  |
| 3.                 | 「Far away」                        | 近田春夫                                    | 有賀啓雄                    | 4:10  |
| 4.                 | 「I・N・G （Album Mix）」           | 藤井フミヤ                                  | 藤井フミヤ                  | 3:56  |
| 5.                 | 「ROCK'N ROLL VAMPIRE」             | 藤井フミヤ                                  | 田中裕千                    | 4:27  |
| 6.                 | 「恋の気圧」                        | 藤井フミヤ                                  | 田中裕千                    | 4:28  |
| 7.                 | 「列車の窓」                        | 藤井フミヤ                                  | 増本直樹                    | 4:24  |
| 8.                 | 「BELLS」                           | 藤井フミヤ                                  | 藤井尚之                    | 5:04  |
| 9.                 | 「バール・ベラ・マ 〜水のない海〜」 | 湯川れい子                                  | 井上大輔                    | 4:53  |
| 10.                | 「華」                              | 藤井フミヤ・藤島美音子（Swinging Popsicle） | 嶋田修（Swinging Popsicle） | 3:46  |
| 11.                | 「風の時代（Album Mix）」           | 藤井フミヤ                                  | 増本直樹                    | 5:34  |
| 合計時間:          | 合計時間:                           | 合計時間:                                   | 合計時間:                   | 49:58 |

### 楽曲解説
1. 愛
2. Aqua
3. Far away
4. I・N・G （Album Mix）
15thシングル「風の時代」カップリング曲のアルバムバージョン。
5. ROCK'N ROLL VAMPIRE
6. 恋の気圧
7. 列車の窓
8. BELLS
9. バール・ベラ・マ 〜水のない海〜
10. 華 (3:46)
11. 風の時代（Album Mix）
15thシングルのアルバムバージョン。